# 草南駅
草南駅 （チョナムえき）は大韓民国全羅南道光陽市光陽邑草南里にある、韓国鉄道公社の駅である。

## 利用可能な路線
- 韓国鉄道公社
  - 光陽製鉄線（貨物線）
  - 新光陽港線（貨物線）

## 駅構造
- 1面2線の地上駅。

## 歴史
- 1987年9月21日：信号場として開業[1]。
- 2011年：駅舎新築。

## 隣の駅
光陽製鉄線
光陽駅 - 草南駅 - 黄吉駅
新光陽港線
草南駅 - 新光陽港駅